# Bruinkopgors
De bruinkopgors (Emberiza bruniceps) is een als dwaalgast in West-Europa voorkomend lid van de gorzenfamilie. In Nederland en België worden ook weleens waarnemingen gedaan. Omdat de soort door haar veelkleurig uiterlijk en aangename zang een populaire kooivogel is ligt het voor de hand om aan te nemen dat het hier veelal om ontsnapte exemplaren handelt.

## Kenmerken
De bruinkopgors meet van het puntje van de snavel tot het uiteinde van de staart 16,5 centimeter. De mannetjes van de soort hebben een kastanje-bruine kop en keel, een lichtgele borst en buik en groenige bovendelen. De staart is bruinzwart met wit aan de buitenste pennen. De dikke snavel is lichtbruin en de poten vleeskleurig. De vrouwtjes lijken op die van de huismus.
De roep is een muzikaal twie; de zang een luid maar aangenaam gefluit.

## Verspreiding en leefgebied
Deze soort komt in groepjes voor in beboste gebieden in de nabijheid van water, heggen, struikgewas, rietvelden of in steppegebieden.
Hij broedt voornamelijk in Zuidwest-Siberië, Afghanistan en Iran ten oosten van de Kaspische Zee in struiken op de open steppe en in de halfwoestijn vaak dicht bij water. Hij overwintert het liefst in India.